# Honda Accord (6. generation)
Honda Accord er en stor mellemklassebil fra den japanske bil- og motorcykelfabrikant Honda. Den sjette generation kom på markedet i Japan i 1997 og i Europa i 1998, og blev produceret frem til februar 2003.

## Sedan
Tro mod mottoet "tænk global - handl lokalt" introducerede Honda igen den sjette modelgeneration af Accord i forskellige versioner til de forskellige markeder. Konsekvent vis udviklede man til de forskellige markeder modellerne i firmaets respektive design- og udviklingscentre; de var alle bygget på en fælles, men fleksibel platform. De forskellige varianter adskilte sig på de bageste sideruders form. I Japan kom sedanen på markedet i 1997 sammen med søstermodellen Honda Torneo. I forhold til de andre versioner havde den japanske udgave den korteste akselafstand, den smalleste sporvidde og også det smalleste karrosseri. Der fandtes også en stationcar, Accord Wagon, som kun blev markedsført i Japan.
Et år senere, i 1998, blev den nordamerikanske udgave introduceret. Den havde den største akselafstand og den største karrosseribredde og sporvidde. Den kunne også fås med en V6-motor, som ud over i Nordamerika og i Accord Coupé kun blev markedsført i Australien og New Zealand. Denne "store" Accord sedan blev også solgt i Asien udenfor Japan med firecylindrede motorer.

### Europa
Den europæiske Accord sedan, som kom på markedet i oktober 1998, blev også solgt i Arabien. Med undtagelse af den mindste 1,6'er arbejdede samtlige motorer med VTEC-teknologien. Der fandtes også en turbodieselmotor leveret af Rover.

## Combi coupé
På basis af den europæiske Accord sedan blev der i januar 1999 introduceret en femdørs combi coupé, som af Honda kun blev markedsført i Europa. Hvor dieselmotoren kun kunne leveres i kombination med manuel femtrinsgearkasse, kunne de andre motorer også kombineres med en firetrins automatgearkasse.

## Coupé
I 1998 udvidede Honda modelprogrammet med en todørs coupé, som dog ikke blev markedsført overalt i verden bl.a. ikke i Japan. Bilen blev, ligesom forgængeren, udviklet og fremstillet eksklusivt af Honda of America Mfg. i USA. Forbilledet for coupéen var et forkortet chassis fra den nordamerikanske sedan. Alt efter salgsland kunne der vælges mellem tre forskellige motorer, alle med VTEC-teknologi. Hvor basismodellen i Nordamerika og Arabien var udstyret med en 2,3-litersmotor, havde den tilsvarende europæiske version en 2,0'er. Overalt var topmodellen dog den 3,0-liters V6-motor fra Acura CL. I denne hensigt kan modellen betragtes som efterfølger for Legend Coupé. V6-motoren fandtes kun med firetrins automatgear, hvor de firecylindrede modeller også kunne bestilles med femtrins manuel gearkasse.

## Wagon
En stor stationcar blev kun markedsført i Japan under navnet Accord Wagon på basis af den japanske sedan. I den første tid fandtes Accord Wagon udelukkende med en 2,3-liters SOHC-motor med VTEC-teknologi, men fra 1999 tilkom en 2,3-liters DOHC-motor − ligeledes med VTEC-teknologi. Dette medførte en betydeligt større effekt, hvilket blev understreget af en spoiler på karrosseriet. Alle disse versioner kunne som ekstraudstyr bestilles med firehjulstræk (Real Time 4WD). Modellen gennemgik et ubetydeligt facelift i år 2000, og blev kun leveret med firetrins automatgear.

## Modeller
| Model         | Byggeår       | Modelkode     | Variant       | Slagvolume    | Cylindre      | Effekt kW (hk) | Salgsland(e)                            | Bemærkning(er)         |               |
| Benzinmotorer | Benzinmotorer | Benzinmotorer | Benzinmotorer | Benzinmotorer | Benzinmotorer | Benzinmotorer  | Benzinmotorer                           | Benzinmotorer          | Benzinmotorer |
| ------------- | ------------- | ------------- | ------------- | ------------- | ------------- | -------------- | --------------------------------------- | ---------------------- | ------------- |
| 2,3           | 1997–2002     | CF6           | Wagon         | 2254 cm³      | 4             | 118 (160)      | Japan                                   | F23A                   |               |
| 2,3           | 1997–2002     | CF7           | Wagon         | 2254 cm³      | 4             | 115 (158)      | Japan                                   | F23A med firehjulstræk |               |
| 3,0 V6 24V    | 1998–2002     | CG2           | Coupé         | 2997 cm³      | 6             | 147 (200)      | Canada, USA, Forenede Arabiske Emirater | J30A1                  |               |
| 2,3           | 1998–2002     | CG3           | Coupé         | 2254 cm³      | 4             | 110 (150)      | Canada, USA, Forenede Arabiske Emirater | F23A                   |               |
| 2,0 i 16V     | 1998–2002     | CG4           | Coupé         | 1997 cm³      | 4             | 108 (147)      | Europa                                  | F20B5                  |               |
| 3,0 V6 VTEC   | 1998–2002     | CG2           | Coupé         | 2997 cm³      | 6             | 147 (200)      | Europa                                  | F30A1                  |               |
| 1,6 i         | 1998–2002     | CG7           | Sedan         | 1590 cm³      | 4             | 85 (116)       | Europa                                  | D16B6                  |               |
| 1,8 i         | 1998–2002     | CG8           | Sedan         | 1850 cm³      | 4             | 100 (136)      | Europa                                  | F18B2                  |               |
| 2,0 i         | 1998–2002     | CG9           | Sedan         | 1997 cm³      | 4             | 108 (147)      | Europa                                  | F20B6                  |               |
| 2,2 Type-R    | 1999–2002     | CH1           | Sedan         | 2157 cm³      | 4             | 156 (212)      | Europa                                  | H22A7                  |               |
| 1,6 i         | 1999–2002     | CH5           | Combi coupé   | 1590 cm³      | 4             | 85 (116)       | Europa                                  | D16B6                  |               |
| 1,8 i         | 1999–2002     | CH6           | Combi coupé   | 1850 cm³      | 4             | 100 (136)      | Europa                                  | F18B2                  |               |
| 2,0 i         | 1999–2002     | CH7           | Combi coupé   | 1997 cm³      | 4             | 108 (147)      | Europa                                  | F20B6                  |               |
| 2,3           | 1999–2002     | CH9           | Wagon         | 2258 cm³      | 4             | 147 (200)      | Japan                                   | H23A                   |               |
| 2,3           | 2000–2002     | CL2           | Wagon         | 2258 cm³      | 4             | 140 (190)      | Japan                                   | H23A med firehjulstræk |               |
| 2,3           | 2001–2002     | CL3           | Sedan         | 2254 cm³      | 4             | 113 (154)      | Europa                                  | F23Z5                  |               |
| 2,3           | 2001–2002     | CL4           | Combi coupé   | 2254 cm³      | 4             | 113 (154)      | Europa                                  | F23Z5                  |               |
| Dieselmotorer |               |               |               |               |               |                |                                         |                        |               |
| 2,0 TDi       | 1999–2000     | CH2           | Sedan         | 1994 cm³      | 4             | 77 (105)       | Europa                                  | Rover 20T2N            |               |
| 2,0 TDi       | 1999–2002     | CH8           | Combi coupé   | 1994 cm³      | 4             | 77 (105)       | Europa                                  | Rover 20T2N            |               |

### Bemærkninger
- Samtlige versioner med benzinmotor er E10-kompatible.[3]